# Волдозеро
Во́лдозеро — посёлок в составе Поповпорожского сельского поселения Сегежского района Республики Карелия.

## Общие сведения
Расположен на южном берегу озера Волдозеро.

## Население
| 2002 | 2009 | 2010 | 2013 |
| ---- | ---- | ---- | ---- |
| 210  | ↘139 | ↗150 | ↘142 |

## Улицы
- ул. Набережная
- ул. Центральная
- ул. Школьная